# Travée (pont)
Pour les articles homonymes, voir Travée (homonymie).

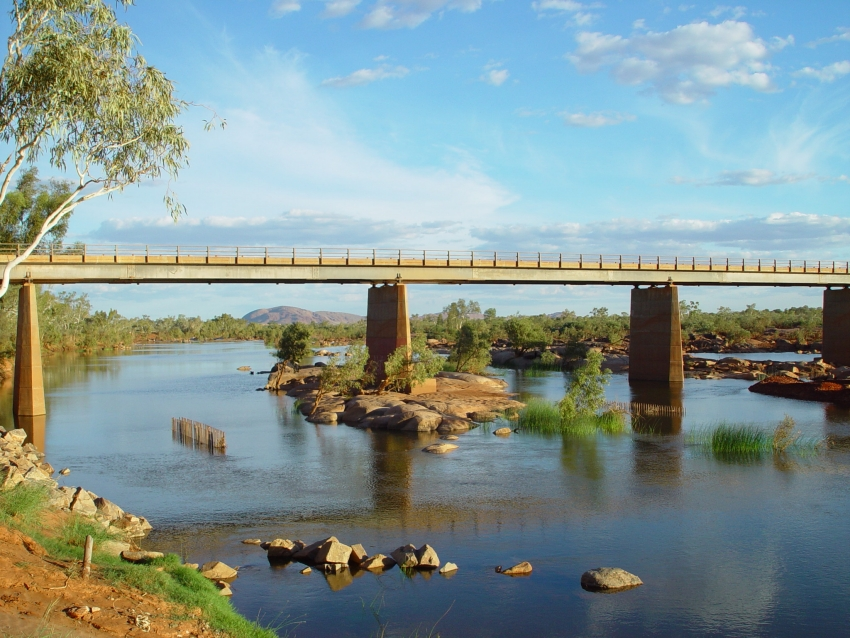
Travées d'un pont

La travée d'un pont est la partie comprise entre deux piles ou entre une pile et une culée. Cette notion ne concerne que les ponts à poutres, suspendus ou haubanés. Pour les ponts en arc ou ponts voûtés en maçonnerie, on parle plutôt d’arche.

## Typologie des travées
On distingue les types suivants :
- Travée centrale, pour la partie de pont centrale quand il y a un nombre pair de piles ;
- Travée de rive, pour la partie de pont comprise entre une pile et une culée ;
- Travée intermédiaire, pour une travée située entre les travées de rives ;
- Travée principale, pour la travée de plus grande longueur (ou portée), qui n’est pas obligatoirement la travée centrale.

## Constitution des travées
Les travées sont franchies ou constituées par :
- des tabliers en bois ou métalliques ou en béton armé ou en béton précontraint, formés d'une dalle ou d'une poutraison (ensemble de poutres droites) ;
- des voûtes en maçonnerie (massives, en pierre, ou en béton armé ou non, ou mixte pierre et béton) ;
- des arcs (séparés métalliques ou en béton armé au-dessous du tablier portant la voie) ;
- des poutres à béquilles.

## Typologie des ponts
Concernant les ponts à poutres, la notion de travée conduit à différencier deux types de ponts :
- les ponts à travées indépendantes, dont chaque travée porte sur les piles par l’intermédiaire d’appuis indépendants et qui présentent donc un joint de dilatation à l’interface de deux travées ;
- les ponts à poutres continues, où il n’y a pas de séparation entre les travées.

Le schéma ci-après représente un pont à poutre(s) continue(s). Il convient de noter que la ou les poutres sont à mouvement libre horizontal, par opposition aux ouvrages butés. La jonction avec la chaussée est faite à l'aide d'un joint de dilatation
